# Đội tuyển cricket Anh
Đội tuyển cricket quốc gia Anh là đội đại diện Anh và Wales trong môn thể thao cricket.
Anh và Úc là hai quốc gia tham gia trận Test cricket lần đầu tiên, năm 1877.
Anh đạt hạng nhì trong giải Giải vô địch cricket thế giới ba lần, trong năm 1979, 1987 và 1992.